# Istrowie
Istrowie – to ludność Istrii leżącej przy granicy ze Słowenią a drogą morską graniczącą także z Włochami, należącej do Chorwacji. Ludność około 20 tys. Posługują się oni językiem istriockim. Większość stanowią katolicy.